# La scala della follia
La scala della follia (Dark Places) è un film del 1973 diretto da Don Sharp.

## Trama
Il signor Marr è ricoverato presso una clinica privata e, in punto di morte, comunica ad Edward Foster di avergli lasciato in eredità una casa di campagna, all'interno della quale sono nascoste 210.000 sterline, da destinare "...ai bambini ...". Esaltato dalla prospettiva, Edward si reca subito alla casa, con l'intenzione di rimetterla a posto e abitarla stabilmente, quindi conosce il medico Ian Mendeville, l'avvocato Prescott, che lo ospita temporaneamente, e Sarah Mendeville, la sorella del medico.
Tutte queste figure sono attratte dalla prospettiva di recuperare il denaro nascosto nella casa. A questo scopo, Sarah si finge interessata ad Edward e si mostra disposta ad aiutarlo per risistemare la casa, anche se ben presto il nuovo proprietario si rende conto dell'esistenza di presenze oscure e pian piano viene impossessato dallo spirito del deceduto Andrew Marr e “rivive” la sua vita.
Edward, attraverso una serie di flashback, si trova a rivivere il momento della morte di Vittoria, la moglie di Andrew, e strangola Sarah, poi rivive la morte dei suoi figli e uccide Mendevill. Solo l'avvocato Prescott sopravvive grazie all'intervento della polizia, che giunge appena in tempo.
Dentro un armadio a muro vengono rinvenuti i cadaveri di Sharon, Vittoria, dei bambini e le due valigie contenenti il denaro, che vengono portate all'interno dell'auto della polizia, lasciando l'avvocato Prescott con un pugno di mosche.